# Boothbay Harbor (hrabstwo Lincoln)
Boothbay Harbor – jednostka osadnicza w Stanach Zjednoczonych, w stanie Maine, w hrabstwie Lincoln.